# 波熱加主教座堂

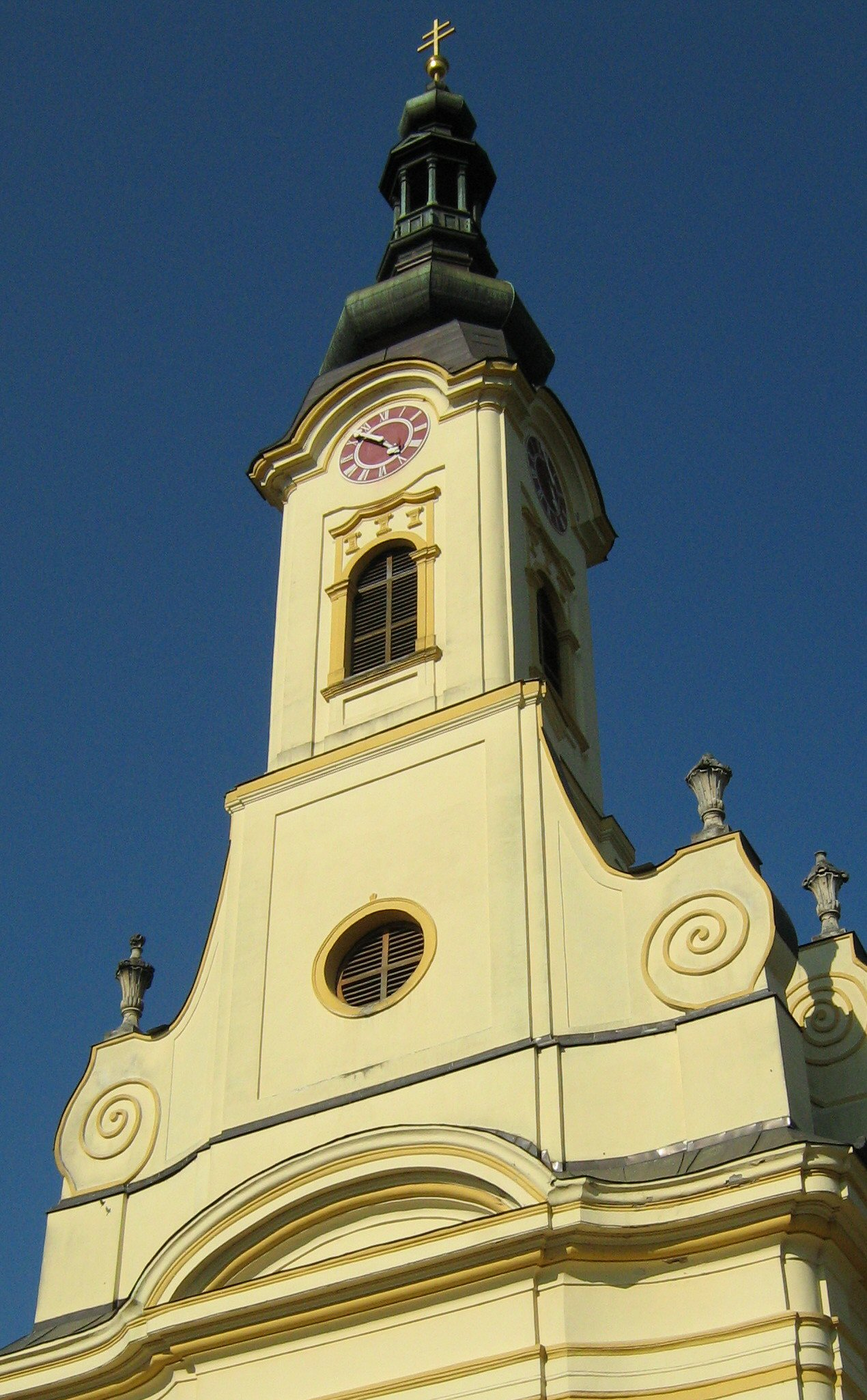

波熱加主教座堂（Požega Cathedral）是位於克羅埃西亞城市波熱加的一座羅馬天主教教堂，是一座典型的巴洛克式建築。教堂的內部裝飾則融合了巴洛克風格和洛可可風格。